# Watersley

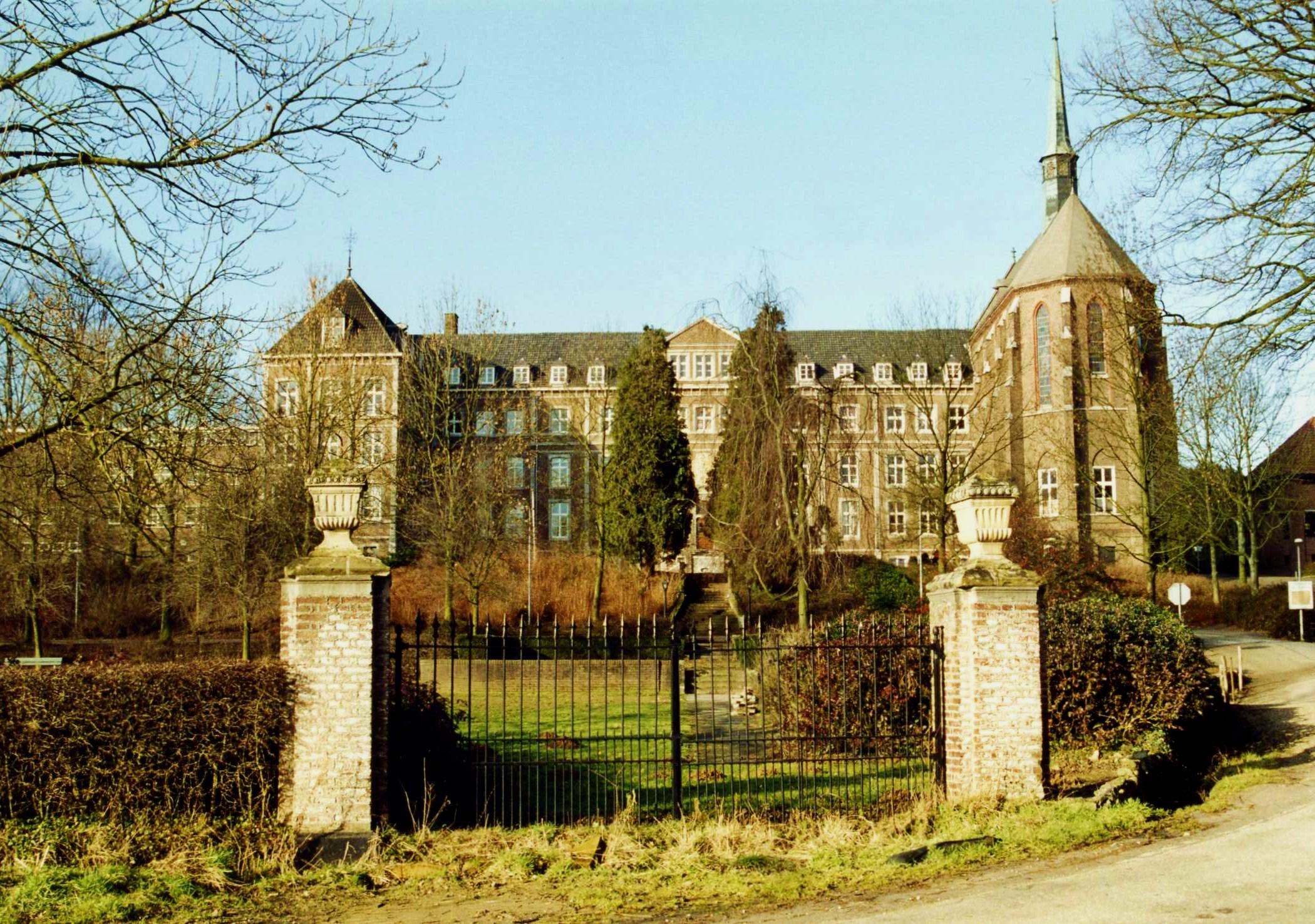
Das ehemalige Jagdschloss und Klostergebäude Huis Watersley

Watersley ist ein ehemaliges Landgut, das heute als Sporthotel und für Sportveranstaltungen genutzt wird. Es liegt bei Sittard in den Niederlanden auf den Flanken des Kollenbergs.

## Geschichte
Das Hauptgebäude namens Huis Watersley wurde 1752 als Jagdschloss errichtet. Von 1876 bis 1882 wurde es als Exil-Kloster der Sächsischen Franziskanerprovinz genutzt, die im Rahmen des Kulturkampfs ihre Klöster in Preußen aufgeben musste; die Franziskaner unterhielten in dem Gebäude eine Schule mit Internat, verlegten sie 1882 nach Harreveld bei Winterswijk und 1909 als Kolleg St. Ludwig nach Vlodrop. In Watersleyde betrieb von 1895 bis 1967 die Thüringische Franziskanerprovinz ein Gymnasium mit Internat, seit 1967 befindet es sich in Großkrotzenburg. Ab 1967 diente das Haus als Heimstatt für Menschen mit geistiger Behinderung. Im selben Jahr wurde das Hauptgebäude in die Liste der Rijksmonumente eingetragen.
2014 mietete die Gesellschaft Watersley Sports & Talentpark einen Teil des Geländes an, das zu diesem Zeitpunkt verlassen lag. 2019 kaufte die Provinz Limburg das 29 ha große Gelände auf und schloss mit der Gesellschaft einen Erbpachtvertrag.

## Heutige Nutzung
Das Gelände wird heute zur Unterbringung von Sportlern, zum Training und zur Durchführung von Sportveranstaltungen genutzt, mit Schwerpunkt im Radsport. Es beherbergt etwa die Nachwuchs-Nationalmannschaften im Mountainbike des niederländischen Radsportverbands und wurde mindestens zeitweilig vom Team Sunweb und dem US-amerikanischen Radsportverband genutzt, von letzterem für Nachwuchsschulungen in Europa. Auch der Fußballverein Fortuna Sittard sowie der niederländische Triathlonverband nutzen das Gelände. Die Betreibergesellschaft unterhält ein eigenes Frauen-Radsportteam, das unter anderem die spätere Europameisterin Mischa Bredewold hervorbrachte. Seit 2022 existiert eine Partnerschaft zwischen Watersley und der Provinz Limburg zur Förderung des regionalen Spitzensports.

## Sportveranstaltungen
2017 gab es auf dem Gelände von Watersley erstmals ein internationales Cross-Country-Mountainbikerennen, das seitdem jährlich durchgeführt wird und inzwischen den Namen Watersley XCO Challenge trägt. 2021 diente das Gelände den niederländischen Mountainbike-Meisterschaften.
Im Straßenradsport finden drei internationale Nachwuchsrennen in und um Watersley statt. 2023 war der Ort Zielankunft der niederländischen Straßen-Meisterschaften.

### Watersley Ladies Challenge
Die Watersley Ladies Challenge richtet sich an Juniorinnen, also 17- und 18-jährige Rennfahrerinnen. Es ist ein dreitägiges Etappenrennen im September auf kleinräumigen Rundkursen rund um Sittard-Geleen. Erstmals 2018 ausgetragen, gehört es seit 2019 zum UCI-Nationencup der Juniorinnen.
| Jahr | Sieger              | Zweiter              | Dritter          |
| ---- | ------------------- | -------------------- | ---------------- |
| 2018 | Pfeiffer Georgi     | Rozemarijn Ammerlaan | Anna Docherty    |
| 2019 | Wilma Olausson      | Shirin van Anrooij   | Anna Shackley    |
| 2020 | Marith Vanhove      | Julie De Wilde       | Anniina Ahtosalo |
| 2021 | Flora Perkins       | Makayla MacPherson   | Linda Riedmann   |
| 2022 | Zoe Bäckstedt       | Julia Kopecký        | Justyna Czapla   |
| 2023 | Federica Venturelli | Fleur Moors          | Carys Lloyd      |
| 2024 | Paula Ostiz         | Puck Langenbarg      | Esther Wong      |

### Watersley Womens Challenge
Die Watersley Womens Challenge für U23-Fahrerinnen kam 2021 hinzu. Sie war ebenfalls ein dreitägiges Etappenrennen, das zeitgleich mit dem Juniorinnen-Rennen stattfand. Zum Zeitpunkt ihrer Entstehung war sie das erste internationale Straßenradrennen überhaupt, das sich speziell an U23-Fahrerinnen richtete; seit 2023 gibt es mit der Tour de l’Avenir Femmes in Frankreich ein weiteres. 2024 wurde die Watersley Womens Challenge wegen finanzieller Schwierigkeiten wieder abgeschafft.
| Jahr | Erste               | Zweite             | Dritte        |
| ---- | ------------------- | ------------------ | ------------- |
| 2021 | Marit Raaijmakers   | Shari Bossuyt      | Pien Limpens  |
| 2022 | Dominika Włodarczyk | Ella Wyllie        | Lieke Nooijen |
| 2023 | Dominika Włodarczyk | Valentina Basilico | Eline Jansen  |

### Watersley Junior Challenge
Die Watersley Junior Challenge wurde 2022 erstmals ausgetragen. Sie richtet sich an männliche Junioren und ist ebenfalls ein dreitägiges Etappenrennen, findet aber getrennt von den anderen Rennen im Juli statt. Das Rennen gehört zum UCI-Nationencup der Junioren. 2024 fand mangels Teilnehmern kein Rennen statt.
| Jahr | Erster             | Zweiter           | Dritter           |
| ---- | ------------------ | ----------------- | ----------------- |
| 2022 | Max van der Meulen | Menno Huising     | Roman Jermakow    |
| 2023 | Oscar Chamberlain  | Paul Seixas       | Kasper Haugland   |
| 2024 | nicht ausgetragen  | nicht ausgetragen | nicht ausgetragen |
| 2025 | Samuel Gunnink     | Monty Rigby       | Ben Morin         |